# Salvatore Fusco (calciatore)
Salvatore Fusco (Pratola Serra, 12 aprile 1971) è un allenatore di calcio ed ex calciatore italiano, di ruolo difensore.

## Carriera

### Giocatore
Cresce nel vivaio dell'Ascoli, che lo preleva giovanissimo dalla Campania.
Qui gioca con poca continuità sia in Serie A che in Serie B, fino a quando un infortunio lo costringe a ripartire dalle categorie minori.
Si riprende con il Trapani allenato allora da Giovanni Pagliari. Passa poi alla Maceratese e al Gualdo.
A fine carriera torna nelle Marche, da dove comincia anche la sua carriera da allenatore.

### Allenatore
Inizia con i biancorossi con il ruolo di allenatore-giocatore. Nella prima annata centra una salvezza in extremis, nella seconda viene esonerato. Successivamente viene chiamato da Giovanni Pagliari per fagli da secondo al Perugia.